# 神谷浩夫
神谷 浩夫（かみや ひろお、1956年 - 2019年）は、日本の人文地理学研究者。専攻は、都市社会地理学で、女性の就業や福祉政策に関する研究をはじめ、広く社会地理学、都市地理学に関する業績を残した。金沢大学教授などを歴任。

## 経歴
愛知県佐織町（後の愛西市）出身。名古屋大学大学院に学び、日本学術振興会特別研究員を経て、椙山女学園大学文学部の教員となり、さらに金沢大学へ移った。
1996年には、「都市における女性の日常活動に関する時空間分析」により、東京大学から博士（学術）を取得した。

## おもな著書

### 単著
- ベーシック都市社会地理学、ナカニシヤ出版、2018年

### 編著
- （轟博志との共編著）現代韓国の地理学、古今書院、2010年
- （藤井正との共編著）よくわかる都市地理学、ミネルヴァ書房、2014年
- （山本健太、和田崇との共編著）ライブパフォーマンスと地域 : 伝統・芸術・大衆文化、ナカニシヤ出版、2014年
- （丹羽孝仁との共編著）若者たちの海外就職、ナカニシヤ出版、2018年

### 翻訳
- スティーヴン・ピンチ著、都市問題と公共サービス、古今書院、1990年
- （高野岳彦、岩瀬寛之との共訳）エドワード・レルフ著、都市景観の20世紀、筑摩書房、1999年（ちくま学芸文庫、2013年）
- （監訳）スティーヴン・ピンチ著、福祉の世界、古今書院、2001年
- （編・監訳）ジェンダーの地理学、古今書院、2002年
- （川口太郎、高野誠二との共訳）ポール・ノックス、スティーヴン・ピンチ著、都市社会地理学、古今書院、2005年（改訂新版、2013年）
- （監訳）OECD編著、地図でみる世界の地域格差 : 都市集中と地域発展の国際比較、明石書店、2008年（「2009年版」2010年、「2011年版」2012年、「2013年版」2014年、「2016年版」2017年）